# Малинова, Юлия
Юлия Малинова (болг. Юлия Малинова; 1869—1953) — болгарская суфражистка и борец за права женщин. Она являлась соучредителем Болгарского женского союза и дважды занимала пост его председателя: с 1908 по 1910 и с 1912 по 1926 год.

## Биография
Юлия Яковлевна Шнайдер родилась в 1869 году в русской еврейской семье. Образование она получала во Франции (Париже) и Швейцарии, а потом переехала в Болгарию, после своего обращения в православие и выхода замуж за адвоката Александра Малинова, лидера Демократической партии, впоследствии ставшего болгарским премьер-министром. С 1899 года она занималась редактированием газеты «Женски глас» («Женский голос») вместе с учительницей, социалисткой и писательницей Анной Каримой, супругой социалиста Янко Саказова. В 1901 году Малинова и Карима стали соучредительницами Болгарского женского союза, Карима была избрана в качестве его первого председателя. Этот союз был головным для 27 местных женских организаций, которые создавались в Болгарии, начиная с 1878 года. Он был сформирован в ответ на меры по ограничению женского образования и доступа девушек к университетскому обучению в 1890-х годах с целью дальнейшего интеллектуального развития и большего участия женщин в общественной жизни. Совет занимался организацией национальных собраний и использовал газету «Женски глас» в качестве своего печатного органа .
В 1908 году Малинова стала председателем Болгарского женского союза и сделала его частью Международного совета женщин. Во время своего пребывания в этой должности она поддерживала идеологию союза как общества для представительниц всех классов общества и политических убеждений, а в военное время занималась проблемами и организовывала солдатских жён.
В 1925 году на неё напали болгарские националистки из-за её иностранного происхождения. Малинова ушла с поста председателя союза в 1926 году, на этой должности её сменила Димитрана Иванова. Юлия Малинова умерла в 1953 году.